# Aphis comodoensis
Aphis comodoensis är en insektsart. Aphis comodoensis ingår i släktet Aphis och familjen långrörsbladlöss. Inga underarter finns listade i Catalogue of Life.